# Léo (calciatore 1975)
Leonardo Lourenço Bastos, noto semplicemente come Léo (Rio de Janeiro, 6 luglio 1975), è un ex calciatore brasiliano, di ruolo difensore.

## Caratteristiche tecniche
Gioca solitamente in difesa sulla fascia sinistra.

## Carriera
Debuttò da professionista nel 1996 con l'Americano, squadra di Rio. L'anno successivo si trasferì alla squadra paulista dell'União São João. Due stagioni dopo venne ceduto al Palmeiras: in sei mesi, però, l'allenatore Luiz Felipe Scolari non lo fece mai scendere in campo.
Il Santos mise gli occhi su di lui: nel luglio 2000 Léo divenne così parte della squadra santista, guadagnandosi tra l'altro la prima convocazioni nella Nazionale brasiliana (contro il Camerun) e prendendo parte alla Confederations Cup 2001. Nel 2002 il Santos, che poteva vantare in rosa campioni come Robinho, Diego, Elano e Renato, conquistò il Campionato brasiliano. L'anno dopo la squadra raggiunse la finale di Coppa Libertadores, mentre nel 2004 ci fu di nuovo la vittoria nel campionato nazionale.
All'inizio del 2005 Léo partì alla volta dell'Europa, firmando un contratto di tre anni per giocare nel Benfica. Nello stesso anno vinse con la Seleção la Confederations Cup 2005. Nella stagione 2005-2006, anche grazie al suo supporto in difesa, il Benfica raggiunse i quarti di finale di Champions League. Durante il campionato 2006-2007, i tifosi del Benfica lo nominarono come miglior calciatore della squadra.
Lasciò il Benfica il 14 gennaio 2009 e tornò in Brasile, per giocare nel Santos.
Nel 2014 si è ritirato dal calcio giocato.

## Statistiche

### Cronologia presenze e reti in nazionale
| Cronologia completa delle presenze e delle reti in nazionale ― Brasile | Cronologia completa delle presenze e delle reti in nazionale ― Brasile | Cronologia completa delle presenze e delle reti in nazionale ― Brasile | Cronologia completa delle presenze e delle reti in nazionale ― Brasile | Cronologia completa delle presenze e delle reti in nazionale ― Brasile | Cronologia completa delle presenze e delle reti in nazionale ― Brasile | Cronologia completa delle presenze e delle reti in nazionale ― Brasile | Cronologia completa delle presenze e delle reti in nazionale ― Brasile |
| Data                                                                   | Città                                                                  | In casa                                                                | Risultato                                                              | Ospiti                                                                 | Competizione                                                           | Reti                                                                   | Note                                                                   |
| ---------------------------------------------------------------------- | ---------------------------------------------------------------------- | ---------------------------------------------------------------------- | ---------------------------------------------------------------------- | ---------------------------------------------------------------------- | ---------------------------------------------------------------------- | ---------------------------------------------------------------------- | ---------------------------------------------------------------------- |
| 31-5-2001                                                              | Kashima                                                                | Brasile                                                                | 2 – 0                                                                  | Camerun                                                                | Conf. Cup 2001 - 1º turno                                              | -                                                                      |                                                                        |
| 2-6-2001                                                               | Kashima                                                                | Brasile                                                                | 0 – 0                                                                  | Canada                                                                 | Conf. Cup 2001 - 1º turno                                              | -                                                                      |                                                                        |
| 4-6-2001                                                               | Kashima                                                                | Giappone                                                               | 0 – 0                                                                  | Brasile                                                                | Conf. Cup 2001 - 1º turno                                              | -                                                                      |                                                                        |
| 7-6-2001                                                               | Suwon                                                                  | Brasile                                                                | 1 – 2                                                                  | Francia                                                                | Conf. Cup 2001 - Semifinale                                            | -                                                                      | 20’                                                                    |
| 9-6-2001                                                               | Ulsan                                                                  | Australia                                                              | 1 – 0                                                                  | Brasile                                                                | Conf. Cup 2001 - Finale 3º posto                                       | -                                                                      |                                                                        |
| 27-4-2005                                                              | San Paolo                                                              | Brasile                                                                | 3 – 0                                                                  | Guatemala                                                              | Amichevole                                                             | -                                                                      |                                                                        |
| 22-6-2005                                                              | Colonia                                                                | Giappone                                                               | 2 – 2                                                                  | Brasile                                                                | Conf. Cup 2005 - 1º turno                                              | -                                                                      |                                                                        |
| Totale                                                                 |                                                                        | Presenze                                                               | 7                                                                      |                                                                        | Reti                                                                   | 0                                                                      |                                                                        |

## Palmarès

### Club

#### Competizioni nazionali
- Campionato brasiliano: 2

Santos: 2002, 2004
- Coppa del Brasile: 1

Santos: 2010

#### Competizioni statali
- Campionato paulista: 3

Santos: 2010, 2011, 2012

#### Competizioni internazionali
- Coppa Libertadores: 1

Santos: 2011
- Recopa Sudamericana: 1

Santos: 2012

### Nazionale
- Confederations Cup: 1

2005

### Individuale
- Bola de Ouro: 3

2001, 2003, 2004
- Equipo Ideal de América: 1

2004